# Rastreo de apertura de Star Wars

El logo de Star Wars es uno de los elementos centrales de su apertura; en ella se reduce a un punto central en todas las películas y va seguido de un rastreo de apertura específico con el contexto de la película.

El rastreo de apertura de Star Wars es un dispositivo característico de las secuencias de apertura de cada película numerada de la serie Star Wars, una franquicia de ópera espacial épica estadounidense creada por George Lucas. Dentro de un fondo de cielo negro con un puñado de estrellas, el rastreo está precedido por el texto azul estático de apertura, "Hace mucho tiempo en una galaxia muy, muy lejana..." (A long time ago in a galaxy far, far away..., en idioma original) y por el logotipo de Star Wars que retrocede hacia un punto central de la pantalla antes de desaparecer. El texto de rastreo, que describe la historia de fondo y el contexto de la película, luego retrocede hacia un punto más alto en relación con la pantalla y con un aparente efecto de desaparecer en la distancia. Los visuales están acompañados por el "Main Title Theme", compuesto por John Williams.
Esta secuencia ha aparecido al inicio de cada una de las principales películas teatrales de la saga Star Wars producidas por Lucasfilm. Aunque ha conservado los mismos elementos básicos, el texto inicial ha evolucionado significativamente a lo largo de la serie. Es uno de los elementos más inmediatamente reconocibles de la franquicia y ha sido parodiado con frecuencia.
El texto de apertura no se utilizó en la película animada Star Wars: The Clone Wars ni en las películas "Antología" de la saga, Rogue One y Solo, aunque las tres películas comienzan con el texto de apertura. Además, la secuencia inicial de Solo continúa con una breve historia de fondo presentada en el mismo estilo que el texto inicial, mientras que The Clone Wars utiliza un narrador para brindar una exposición en un estilo similar a un noticiero. Un apertura similar a las películas se observa en el primer episodio de la serie Ahsoka.

## Estructura
Cada película comienza con el texto azul estático, "Hace mucho tiempo, en una galaxia muy, muy lejana...", seguido del logotipo de Star Wars que se encoge frente a un campo de estrellas, como si se alejara del espectador. Inicialmente, los extremos del logo están más allá del borde del marco. Mientras el logotipo retrocede, comienza el texto de "rastreo", comenzando con el número del episodio y el subtítulo de la película (con la excepción del lanzamiento original de Star Wars), y seguido de un prólogo de tres párrafos de la película. El texto se desplaza hacia arriba y desde la parte inferior de la pantalla hacia un punto de fuga sobre la parte superior del marco en una proyección en perspectiva. Cada versión del rastreo inicial termina con una elipsis de cuatro puntos, excepto El Regreso del Jedi, que tiene una elipsis de tres puntos. Cuando el texto casi ha llegado al punto de fuga, se desvanece, la cámara se inclina hacia abajo (o, en el caso del Episodio II: El ataque de los clones, hacia arriba) y comienza la película. 
Varias palabras están en letras mayúsculas para enfatizar su importancia: "ESTRELLA DE LA MUERTE" en Star Wars, "IMPERIO GALÁCTICO" en El retorno del Jedi, "EJÉRCITO DE LA REPÚBLICA" en El ataque de los clones, "PRIMERA ORDEN", "REPÚBLICA" y "RESISTENCIA" en El despertar de la fuerza, "PRIMER ORDEN" y "RESISTENCIA" nuevamente en Los últimos Jedi, y "VENGANZA", "EMPERADOR PALPATINE", "GENERAL LEIA ORGANA", "REY", "PRIMER ORDEN", y "KYLO REN" en El ascenso de Skywalker. Cada línea del texto abarca el ancho de la pantalla cuando ingresa desde abajo. En las versiones de las películas en "pantalla completa" (relación de aspecto 4:3 para televisión de definición estándar), las líneas completas de texto se cortan a los lados hasta que se desplazan más en la pantalla. Como resultado, cuando las líneas completas son visibles, el texto es mucho más pequeño y más difícil de leer. Además, el espectador también tiene menos tiempo para leerlo.
El primer episodio de la serie Ahsoka presenta un texto de apertura, el primero de la series de Star Wars de Disney+ en hacerlo, después de que los textos estaban previamente reservados para las películas de la Skywalker Saga. A diferencia del texto de esas películas, el de Ahsoka presenta un prólogo con letras de color rojo y con un formato diferente desplazándose en forma vertical. Las palabras que se enmarcan en mayúsculas son: "MALVADO IMPERIO GALÁCTICO", "NUEVA REPÚBLICA", "GRAN ALMIRANTE IMPERIAL THRAWN", "REMANENTES IMPERIALES", "AHSOKA TANO" y "MORGAN ELSBETH".

## Origen

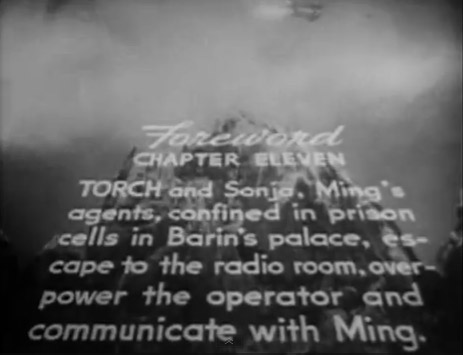
El rastreo de apertura como se ve al comienzo de un episodio de Flash Gordon Conquers the Universe. Una de las inspiraciones para el rastreo.

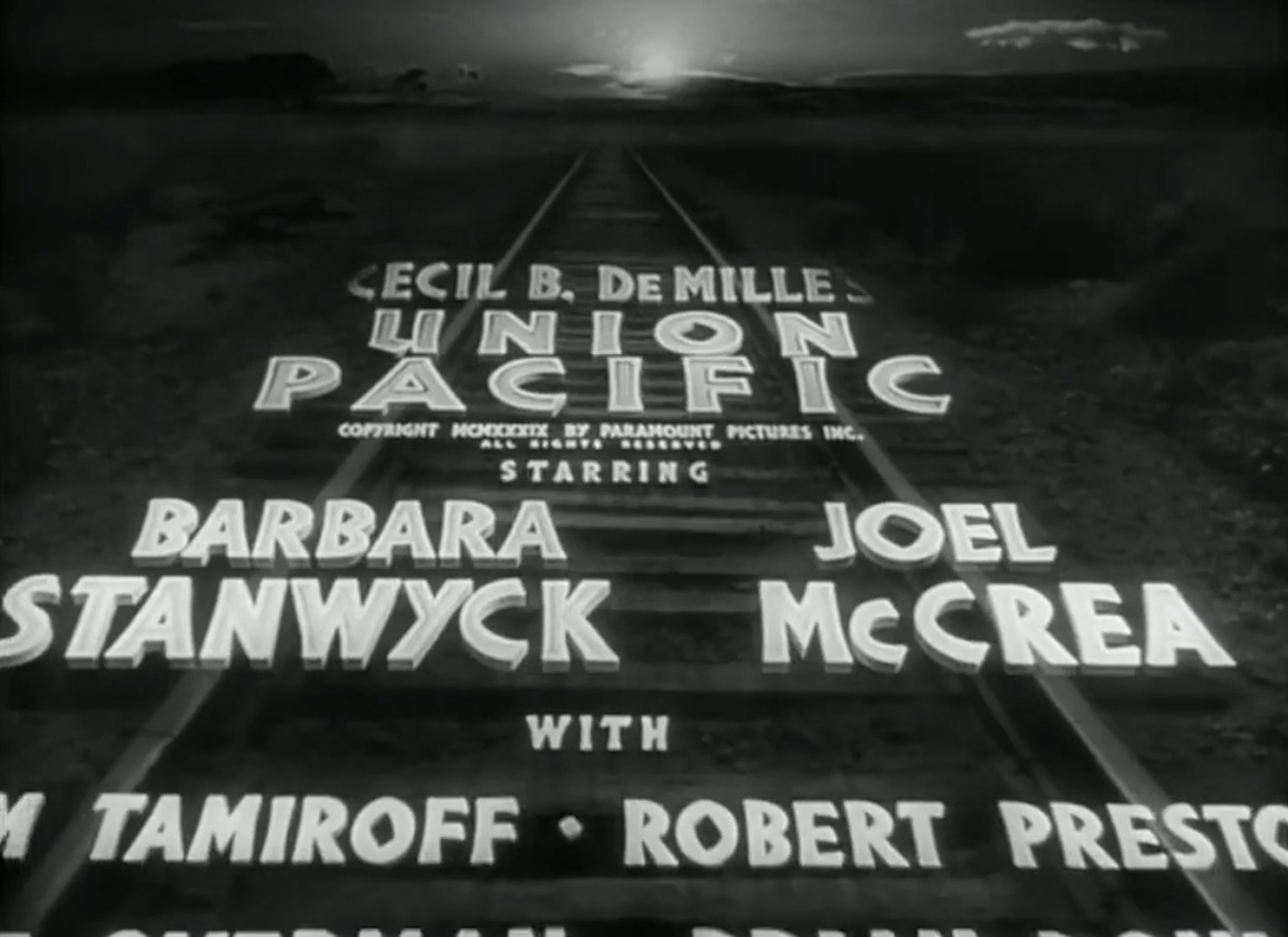
El rastreo inicial de Union Pacific de Cecil B. DeMille (1939)

El logotipo rechazado de Star Wars por Dan Perri.

Lucas ha declarado que el texto inicial se inspiró en los textos iniciales utilizados al comienzo de cada episodio de las series de películas originales de Flash Gordon y Buck Rogers, que fueron la inspiración para que Lucas escribiera gran parte de la saga Star Wars.  El desarrollo del guion de apertura surgió como parte de una colaboración entre Lucas y el experimentado diseñador de títulos cinematográficos Dan Perri. En 1976, Lucas invitó a Perri a Industrial Light & Magic, la operación de postproducción de Lucasfilm en Van Nuys, California. Perri, que había trabajado anteriormente en Encuentros en la tercera fase y El exorcista, sugirió que se inspiraran en la película de Cecil B. DeMille de 1939, Union Pacific, cuyos créditos iniciales se muestran distorsionados por una perspectiva nítida y rodando a lo largo de una vía de ferrocarril hacia un lejano punto de fuga.   A Lucas le gustó la idea, por lo que Perri desarrolló bocetos y prototipos de arte mecánico. Una de las primeras versiones del texto inicial se evidencia en los guiones gráficos dibujados por el artista de producción Alex Tavoularis, que representan el título “THE STAR WARS” como un logotipo tridimensional. 
Perri también diseñó un logotipo, que consta de letras mayúsculas llenas de estrellas y sesgadas hacia un punto de fuga para seguir la misma perspectiva que el texto inicial. Lucas finalmente rechazó el logotipo de Perri debido a problemas de legibilidad y recurrió a la diseñadora gráfica Suzy Rice, directora de arte de la agencia de publicidad de Los Ángeles Seiniger Advertising. Lucas había encargado a Rice que diseñara un folleto promocional que se distribuiría a los propietarios de salas de cine. Le ordenó a Rice que produjera un logotipo que intimidara al espectador y, según se informa, pidió que el logotipo pareciera "con un estilo muy fascista". Rice, inspirada en la tipografía histórica alemana, produjo un logotipo en negrita utilizando un Helvetica Black modificado y delineado. Después de algunos comentarios de Lucas, Rice decidió unirse a los S y T de STAR y a los R y S de WARS. El productor de Lucas, Gary Kurtz, descubrió que el logo de Rice funcionaba bien en el título inicial; El logotipo se modificó aún más para aplanar las puntas puntiagudas de la letra W antes de insertarlo en el corte final. Si bien el logotipo sesgado de Perri no apareció en la pantalla, se usó ampliamente en la publicidad impresa previa al lanzamiento y ocupó un lugar destacado en los carteles de películas que promocionaban el lanzamiento de Star Wars en las vallas publicitarias de los cines en 1977 (en particular, el cartel Estilo 'A' de Tom Jung), el cartel Estilo 'B' de los hermanos Hildebrandt y el cartel Estilo 'C' de Tom Chantrell).  
En una entrevista de 2005, George Lucas describió cómo surgió la redacción final del texto de Star Wars: "El rastreo es muy difícil porque hay que tener cuidado de no usar demasiadas palabras que la gente no entienda. Es como un poema. Le mostré el primer rastreo a un grupo de amigos míos en los años 70. Continuó durante seis párrafos con cuatro oraciones cada uno. Brian De Palma estaba allí...". De Palma ayudó a editar el texto en la forma utilizada en la película. 

## Producción
Según Dennis Muren, que trabajó en las seis primeras películas, los gateos en las películas de la trilogía original se realizaban filmando modelos físicos dispuestos en el suelo. Los modelos eran aproximadamente 60 cm (2') de ancho y 1,80 m (6') de largo. El efecto de rastreo se logró moviendo la cámara longitudinalmente a lo largo del modelo. Fue difícil y llevó mucho tiempo lograr un efecto de desplazamiento suave. Posteriormente, Industrial Light & Magic produjo versiones en otros idiomas (como alemán, francés y español).  
Con la llegada de los gráficos generados por computadora, los rastreos de la trilogía precuela se lograron mucho más rápidamente.  Las versiones de edición especial en DVD de 2004 de la trilogía original se actualizaron posteriormente con rastreos generados por computadora como parte de su restauración y mejora.
La presidenta de Lucasfilm, Kathleen Kennedy, declaró que la película derivada de 2016, Rogue One, "muy probablemente" evitaría ciertos elementos tradicionales de la franquicia, incluido el rastreo, en un esfuerzo por distinguirla de la serie de películas principal.  De hecho, Rogue One retiene "Hace mucho tiempo en una galaxia muy, muy lejana...", pero luego inmediatamente pasa a la escena inicial sin arrastrarse. Al final de la escena inicial, el título "ROGUE ONE" retrocede contra un campo de estrellas, como el título "STAR WARS" de la serie principal, luego hay un corte a la siguiente escena.
La segunda película spin-off Solo no presenta un rastreo, pero sí un texto introductorio que se muestra oración por oración en la misma fuente y color que e inmediatamente después de "A long time ago in a galaxy far, far away....". 

## Rastreo de apertura delEpisodio IV
El texto inicial de la primera película de Star Wars es muy diferente de la intención original de Lucas. El texto original, utilizado en el borrador que mostró a amigos y ejecutivos del estudio en febrero de 1977, aparece en la adaptación de la película de Marvel Comics. Cuando se estrenó originalmente en mayo de 1977, la primera película se tituló simplemente Star Wars, ya que 20th Century Fox prohibió a Lucas usar un subtítulo porque podría resultar confuso, ya que no había habido otras películas de Star Wars antes de 1977.   Además, no estaba seguro si a la película le seguiría una secuela. Cuando se lanzó The Empire Strikes Back en 1980, el número del episodio, "Episodio V", y el subtítulo "THE EMPIRE STRIKES BACK" aparecieron como las dos primeras líneas del texto inicial. Para coincidir con el rastreo de su secuela, se agregaron el número de episodio "Episodio IV" y el subtítulo "UNA NUEVA ESPERANZA" para el relanzamiento de la película en cines en abril de 1981.  La versión original, sin el subtítulo, no se volvió a lanzar hasta los DVD de edición limitada de 2006. Además, la versión original del rastreo del Episodio IV utiliza una "R" minúscula para "naves espaciales rebeldes" y "espías rebeldes", como, en ese momento, "Rebel" (en su significado dentro de la franquicia), al igual que "Imperial", no se consideraba una especie de adjetivo demoníaco como lo es ahora.